# 射鵰英雄傳 (ゲーム)
『射鵰英雄傳』（しゃちょうえいゆうでん）は、日本国内で2000年11月30日にソニー・コンピュータエンタテインメントより発売されたPlayStation用RPG。中国の作家・金庸が、1957年に新聞紙上で発表した武俠小説『射鵰英雄伝』を原作としている。

## 概要
南宋・金・モンゴルの十一世紀の中国を舞台に、モンゴルで育った少年・郭靖がふとしたことから究極の武術書「九陰真経」を巡る争いで活躍するさまを描く。ストーリーはおおむね原作どおりの展開で進むが、終盤になるにつれてオリジナルな展開となる。キャラクターデザインはアニメ風だが、敵役の欧陽鋒などは怪物のような造形になっている。
また、原作では郭靖の養父的存在にしてモンゴル編の重要人物ジンギスカーンが一切登場しない。そのため、原作でモンゴルの王女だったコジンなどは普通の村娘になっており、トゥルイと義兄弟になるエピソード、見解の違いからジンギスカーンやトゥルイと別離するエピソードなどはまるごとカットされている。

## ストーリー
時は11世紀。中国大陸では大陸北部の新勢力である金国と、南宋が激しい戦いを繰り広げていた。そんな戦乱の中、主人公の郭靖は、母と共にモンゴルでひっそりと暮らしていた。金の将軍に殺された父の仇を討つべく、ひたすら武功を磨く郭靖。そんな彼の前に江南七怪(こうなんしちかい)と名乗る武術家が現われる。この出会いをきっかけに、江南七怪に弟子入りした郭靖は、武力の腕を上げて旅に出る。旅の途中に様々な人と出会い、彼らに導かれるように、国を動かす英雄の道を駆け上がる郭靖。しかし彼は、その先に過酷な運命が待ち受けていることまでは知る術がない。

## ゲームシステム
オーソドックスなロールプレイングゲーム。敵を倒していくとレベルアップし、新たな必殺技を習得する。この技も原作にないものが登場する。
主人公は郭靖で、パーティは最大2人。「外功」がHPに相当し、0になればゲームオーバーになる。戦闘はターン制になっており、敵味方がターンごとに外功・内功・軽功という3種類の攻撃方法を出しながら進行する。また、攻撃方法は「外功系武功」（作中で「外功」はHPの他、攻撃方法として外功系武功の2つの意味がある）、「内功」と「軽功」にわかれており、「外功系武功」以外は使用すると「内功値」「軽巧値」を消費する。これらは三すくみの関係になっており、「外功」は「軽功」に強く、「軽功」は「内功」に強く、「内功」は「外功」に強い。そのため、相性によっては苦戦もありうる。
3つの武功の各モーションは、香港映画で使われている、カンフーやワイヤーアクションの動きをモチーフにしている。
そのほか「くせ」というものがあり、特殊なアイテムを装備すると昼寝、飲酒、激怒、忘却、説得などの行動をとる。
再生されるナレーション・台詞は全て北京語であり、日本語には対応していない。ただし、ゲーム開始時に字幕を日本語か中国語（繁体字か簡体字も選択可）に選択できる。

## 登場人物
郭靖 (かくせい)
本編の主人公。幼い頃に北方の敵勢力・金の兵士に父を殺されて以来、母と２人でモンゴルで暮らしている。正義感が強い性格の18歳。
黄蓉 (こうよう)
本作のヒロイン。明るく自由奔放な性格をしているが、少し一方的で勝気な面もある。武術を得意としており郭靖に思いを寄せている15歳。

## 評価
ソニーがプレイステーションの中国市場を拡大するために作ったタイトルであり、メインターゲットである中国ではソニー製の中国を舞台としたゲームという事で歓迎を持って迎えられた。
しかし本作のプロデューサーによると公式に売れたのは5万枚程度だった一方で、コピー市場には120万枚が出回り『大ヒット』したという。